# Гельмут Ланге
Гельмут Ланге (нім. Helmut Lange; 31 серпня 1916, Тільзіт — 15 лютого 1945, Північне море) — німецький офіцер-підводник, оберлейтенант-цур-зее крігсмаріне.

## Біографія
3 квітня 1937 року вступив на флот. З квітня 1939 року — вахтовий офіцер в 1-й флотилії мінних тральщиків. З вересня 1941 по березень 1942 року пройшов курс підводника. З березня 1942 року — 1-й вахтовий офіцер на підводному човні U-375. В жовтні-листопаді 1942 року пройшов курс командира підводного човна. З 20 листопада 1942 по 14 грудня 1943 року — командир U-72, з 12 лютого 1944 року — U-1053, на якому здійснив 1 похід (7 листопада 1944 — 21 січня 1945). 15 лютого 1945 року U-1053 проводив тестові занурення на глибину в Північному морі, в Буфіорді біля Бергена, коли з невідомих обставин сталася аварія і човен швидко затонув. Всі 38 членів екіпажу і 7 норвезьких інженерів та майстрів, які проводили випробування, загинули.

## Звання
- Кандидат в офіцери (3 квітня 1937)
- Морський кадет (21 вересня 1937)
- Фенріх-цур-зее (1 травня 1938)
- Оберфенріх-цур-зее (1 липня 1939)
- Лейтенант-цур-зее (1 серпня 1939)
- Оберлейтенант-цур-зее (1 вересня 1941)